# California State Route 103
Die California State Route 103 (kurz CA 103) ist eine State Route im US-Bundesstaat Kalifornien, die in Nord-Süd-Richtung verläuft.
Die State Route beginnt an der California State Route 47 in Terminal Island und endet nach drei Kilometern in Long Beach an der California State Route 1. Sie überquert den Cerritos Channel mit der Commodore Schuyler F. Heim Bridge.